# Швець Юлія Вікторівна
Ю́лія Ві́кторівна Шве́ць (нар. 22 січня 1980, місто Київ) — державний службовець, член Центральної виборчої комісії.

## Життєпис
У 2001 році закінчила Інститут адвокатури при Київському національному університеті імені Т. Г. Шевченка за спеціальністю «Правознавство» та здобула кваліфікацію юриста.
У 2001 році отримала свідоцтво про право на заняття адвокатською діяльністю.
З 2001 року займалась адвокатською практикою.
З жовтня 2001 по жовтень 2004 року — навчалася в аспірантурі Інституту держави і права ім. В. М. Корецького НАН України за спеціальністю «Цивільне право і цивільний процес, сімейне право; міжнародне приватне право».
Працювала адвокатом.
З березня 2005 року по травень 2006 року працювала заступником начальника управління правового забезпечення, завідувачкою відділу моніторингу та аналізу справ щодо захисту інтересів держави в юрисдикційних органах Секретаріату Кабінету Міністрів України.
З жовтня 2006 по травень 2007 року — помічник-консультант народного депутата України.
1 червня 2007 р. Юлію Швець було обрано до складу Центральної виборчої комісії України.
Державний службовець 5-го рангу (квітень 2005), 3-го рангу (липень 2007), 2-го рангу (серпень 2009).